# Grofija Bentheim

Grofija Bentheim (Grafschaft Bentheim, nizkonemško Benthem) je bila dežela Svetega rimskega cesarstva, ki se nahaja v jugozahodnem kotu današnje Spodnje Saške v Nemčiji. Meje grofije so v veliki meri sovpadale z mejami sodobnega upravnega okraja ( Landkreis ) Grofije Bentheim.
Geografsko je Bentheim večinoma sestavljen iz močvirja in zgodnje naseljevanje je bilo skoncentrirano ob bregovih rekah, ki tečejo skozi okraj. Nahajališča peščenjaka Bentheim so bila osnova za donosno izvozno trgovino v druge dele današnje Nemčije in Nizozemske.

## Zgodovina
Okoli 500–600 n. št. so se na tem območju naselila germanska plemena. Saška plemena so izgubila neodvisnost leta 804 n. št. po zmagi Frankov v saških vojnah. Med letoma 800 in 850 jih je cesar Karel Veliki prisilil, da so se spreobrnili v krščanstvo. Uveden je bil sistem scholten, in Emlichheim, Uelsen, Veldhausen in Nordhorn so postala cerkvena in sodna okrožja.
Grofija Bentheim je obstajala od l. 1050 našega štetja, čeprav je malo znanega o njegovi zgodovini pred letom 1115. Tega leta je grofija prešla v roke grofa Otona iz rodbine Salmskih. Njegova dedinja in hči, grofica Sofija, se je poročila z Dirkom VI., grofom Holandskim, in sovladala grofiji do Dirkove smrti leta 1157. Sofija je umrla leta 1176 in naslov grofa je prešel na njenega sina Otona I. Leta 1263 je Bentheim priključil grofijo Tecklenburg, sčasoma pa so različne veje grofov Bentheim priključile in kupile različna ozemlja v Rhedi, Steinfurtu in na Nizozemskem. Leta 1277 je bila grofija Bentheim razdeljena na Bentheim-Bentheim (ki vsebuje grofijo Bentheim) in Bentheim-Tecklenburg (ki vsebuje grofijo Tecklenburg).
Prva grofija Bentheim-Bentheim je obstajala do leta 1530, ko je njena rodbina grofov izumrla in je bil Bentheim podeljen Arnoldu II. Bentheim-Steinfurtskemu. Leta 1544 se je Arnold uradno spreobrnil v luteranstvo, s čimer se je začel počasen proces uvajanja reformacije v Bentheimu in na drugih ozemljih, ki jim je vladal. Protestantski pridigarji so bili v Bentheim uvedeni jeseni 1587. Naslednje leto je Bentheim uradno dobil novo cerkveno ustavo, ki je bila kasneje uvedena v Tecklenburgu (1589) in Steinfurtu (1591). Leta 1613 je grof Arnold Jobst iz Bentheim-Steinfurta ustanovil Višji cerkveni svet za pomoč pri upravljanju duhovnih zadev v Bentheimu, kot tudi ustanovitev reformirane bentheimske cerkve v vseh treh okrajih.
Ko je leta 1643 umrl Arnold Jobst, je bila grofija Bentheim-Steinfurt razdeljena na Bentheim-Steinfurt in Bentheim-Bentheim, slednja pa je sestavljala grofijo Bentheim. Leta 1753 je grofijo Bentheim zasegel volilni knez Hanovra. "Leta 1753 so zaradi notranjih težav (grofje Bentheimski) prevzeli hipoteko do kralja Hanovra in Anglije." 
Skoraj 700 let pred tem so grofiji Bentheimu neodvisno vladali grofje Bentheimski in morda bi tako tudi nadaljevali, če ne bi bilo okoliščin leta 1753.
Ob koncu Svetega rimskega cesarstva sta imela grof Bentheim-Steinfurt in grof Bentheim-Bentheim vsak po en glas v skupščini cesarskega okrožja Spodnje Porenje-Vestfalija. Kot člani kolegija vestfalskih grofov so bili zastopani v Svetu knezov cesarskega parlamenta ( Reichstag). Zaradi teh predstavnikov je hiša Bentheim postala članica nemškega visokega plemstva.
Leta 1803 je veja Bentheim-Bentheim izumrla. Leta 1804 je grof Bentheim-Steinfurt sklenil kupčijo s francosko vlado. Plačal je del starega dolga grofa Bentheim-Bentheim Hanovru in dobil posest grofije Bentheim kljub protestu volilnega kneza Hanovra.
Julija 1806 je Veliko vojvodstvo Berg z aktom o Renski konfederaciji posredovalo neposredni cesarski grofiji Steinfurt in Bentheim, ki sta pripadali grofu Bentheim-Steinfurt. Leta 1808 je Veliko vojvodstvo Berg posredovalo gospostvo ( Herrschaft ) Rheda  in grofijo Hohenlimburg, neodvisni posesti grofa Bentheim-Tecklenburga.
Bentheim je bil leta 1810 priključen Franciji skupaj s Kraljevino Nizozemsko in številnimi severozahodnimi nemškimi regijami.
Dunajski kongres (1814-1815) je Steinfurt in Rhedo postavil pod oblast Prusije, Bentheim pa pod oblast Hanovra. Leta 1817 je pruski kralj grofom Bentheim-Steinfurt in Bentheim-Tecklenburg podelil knežji naslov. Od leta 1854 sta bila kneza Bentheim-Steinfurt in Bentheim-Tecklenburg dedna člana lordske zbornice Prusije.
Danes še obstoječe veje hiše Bentheim so knezi Bentheim-Steinfurt s sedežem na gradu Steinfurt (prav tako še vedno lastniki sedeža prednikov gradu Bentheim ) in knezi Bentheim-Tecklenburg-Rheda s sedežem na gradu Rheda in gradu Hohenlimburg, prav tako lastniki nekdanjih samostanov Herzebrock in Clarholz.

## Jezik
Čeprav je Bentheim nemška dežela, je na govorno narečje plattdeutsch ali "nizka nemščina" močno vplival nizozemski jezik.

## Slike
- Stolp za smodnik
- Topovski stolp
- Grad na sliki Jacoba van Ruisdaela (1653)
- Notranje dvorišče s pogledom na Kronenburg, galerijo na levi in streho topovskega stolpa ob njej
- Grad Bentheim
- Grad Steinfurt

## Dežele Bentheima
- Grofija Bentheim (ok. 1050 – 1277)
- Grofija Bentheim-Alpen (1606–1629)
- Grofija Bentheim-Bentheim (1277–1530, 1643–1753, 1753–1803 )
- Grofiji Bentheim-Bentheim in Bentheim-Steinfurt (1803–1806)
- Grofija Bentheim-Limburg (1606–1632)
- Grofija Bentheim-Lingen (1450–1555)
- Grofija Bentheim-Steinfurt (1454–1803)
- Grofija Bentheim-Tecklenburg (1277–1557)
- Grofija Bentheim-Tecklenburg-Rheda (1606–1806)

## Grofje Bentheimski (okoli 1050 – 1277)
- Oton Salmski (1115–1149)
- Sofija (1149–1176) z. . .
- Dirk (VI. Holandski) (1149–1157)
- Oton I. (1176–1207)
- Baldwin (1207–1247)
- Oton II. (1247–1277)

## Zapuščina
Sodobna Deželno okrožje Grofina Bentheim, ki pokriva približno isto ozemlje, je dobila ime po nekdanji grofiji in še naprej uporablja svoj grb.